# 제이에스픽쳐스
제이에스픽쳐스(JSpictures Co., Ltd.)는 1999년 드라마 연출자인 이진석 감독이 설립한 대한민국 대표 드라마 외주 제작사이다. 현재 tvN, OCN 채널을 보유 중인 CJ ENM이 해당지분의 70%를 보유 중이다.

## 제이에스픽쳐스 드라마 제작 작품

### KBS
| 제목                                         | 제작 | 공동제작 | 비고               |
| 《무림학교》 《연애의 발견》 《21세기 가족》 |      |          | KBS 월화드라마     |
| 《트로트의 연인》 《구름계단》 《그녀는 짱》 |      |          |                    |
| 《수상한 삼형제》                            |      |          | KBS 주말연속극     |
| 《경성스캔들》 《황금사과》                  |      |          | KBS 수목드라마     |
| 《결혼합시다》                               |      |          | KBS 2TV 일일연속극 |
| -                                            | -    | -        | -                  |

### MBC
| 제목                                              | 제작 | 공동제작 | 비고           |
| 《봄이 오나 봄》 《봄밤》 《개과천선》 《투윅스》 |      |          | MBC 수목드라마 |
| 《넌 내게 반했어》 《뉴하트》 《사랑한다 말해줘》 |      |          | MBC 수목드라마 |
| 《네 자매 이야기》                                |      |          | MBC 수목드라마 |
| 《돌아온 복단지》 《사랑은 아무도 못말려》        |      |          | MBC 일일연속극 |
| 《태희혜교지현이》                                |      |          | MBC 일일시트콤 |
| 《있을 때 잘해!!》                                |      |          | MBC 아침드라마 |
| 《원더풀 라이프》 《내 사랑 팥쥐》                |      |          | MBC 월화드라마 |
| 《장미의 전쟁》                                   |      |          | MBC 주말연속극 |
| 《우리집》                                        |      |          | MBC 금요드라마 |
| -                                                 | -    | -        | -              |

### SBS
| 제목                                  | 제작                     | 공동제작       | 비고           |
| 《황홀한 이웃》                       |                          |                | SBS 아침연속극 |
| 《돈의 화신》                         | SBS 주말 특별기획 드라마 |                |                |
| 《맛있는 인생》                       | SBS 주말연속극           |                |                |
| 《폭풍 속으로》                       | SBS 주말연속극           |                |                |
| 《라이벌》                            | SBS 주말연속극           |                |                |
| 《샐러리맨 초한지》 《식객》          |                          |                | SBS 월화드라마 |
| 《사랑해》 《마이더스》 《자이언트》  |                          |                | SBS 월화드라마 |
| 《강남엄마 따라잡기》                 |                          |                | SBS 월화드라마 |
| 《러브스토리 인 하버드》              |                          | 로고스필름     | SBS 월화드라마 |
| 《산부인과》 《워킹맘》 《술의 나라》 |                          |                | SBS 수목드라마 |
| 《101번째 프러포즈》                  |                          | KN엔터테인먼트 | SBS 수목드라마 |
| 《형수님은 열아홉》 《피아노》        |                          |                | SBS 수목드라마 |
| 《그 여자가 무서워》                  |                          |                | SBS 일일드라마 |
| 《마이 러브》                         |                          |                | SBS 금요드라마 |
| 《메디컬 센터》                       |                          |                | SBS 일요드라마 |
| -                                     | -                        | -              | -              |

### 타사
| 제목                                          | 제작         | 공동제작        | 비고            |
| 《미스터 기간제》                             |              |                 | OCN 수목드라마  |
| 《사이코메트리 그녀석》 《계룡선녀전》        |              | 스튜디오 드래곤 | tvN 월화드라마  |
| 《로맨스가 필요해》《로맨스가 필요해 시즌 3》 |              |                 |                 |
| 《나인: 아홉 번의 시간여행》                  |              |                 |                 |
| 《화유기》                                    |              | 스튜디오 드래곤 | tvN 토일드라마  |
| 《부암동 복수자들》 《로맨스가 필요해 2012》  |              | 스튜디오 드래곤 | tvN 수목드라마  |
| 《품위있는 그녀》 《힘쎈여자 도봉순》         |              | 드라마하우스    | JTBC 금토드라마 |
| 《구여친클럽》 《두번째 스무살》              |              |                 | tvN 금토드라마  |
| 《삼총사》                                    | 초록뱀미디어 |                 | tvN 일요드라마  |
| 《더 이상은 못 참아》                         |              |                 | JTBC 일일연속극 |
| 《미친 사랑》                                 |              |                 | tvN 아침드라마  |
| 《더 바이러스》                               |              |                 | tvN 금요드라마  |
| -                                             | -            | -               | -               |

## 소속 연예인
- 금채안
- 차연우

## 과거 소속 연예인
- 윤소이
- 조성윤
- 손효은
- 윤진솔
- 이다해
- 박서연
- 윤현민
- 이승준
- 안우연
- 박은석
- 소희정
- 김민영
- 전익령
- 이주형
- 권혁범
- 김빛나리
- 강승완

## 프로덕션 소속 제작진

### 프로듀서
- 김도훈
- 김상호
- 김병수
- 권석장
- 김윤철
- 안판석
- 이민우
- 이종재
- 이창한
- 이태곤
- 이진석

### 작가
- 김현희
- 김정은
- 백미경
- 양진아
- 이지효
- 이진매
- 고정원
- 정하나

## 과거프로덕션 소속 제작진

### 작가
- 마주희

## 참고 사항
- 이 회사는 당초 정세호, 이진석 두 감독이 공동으로 설립했으나[1] 정세호 감독이 개인적인 사정으로 회사를 떠난 뒤 전 KBS 편성본부 전문위원 출신 최상식과 이진석 감독 공동 대표로 구성됐다.<ref>이종도 (2002년 11월 11일). “"외주제작드라마 소수 독점 심화" / 5개社가 68%나… 간접광고등 부작용 만연”. 한국일보. 2016년 9월 9일에 확인함.[깨진 링크(과거 내용 찾기)]
- 하지만 그 이후 해당 회사에서 외주제작한 KBS 2TV 드라마 <결혼합시다>, <그녀는 짱>의 잇따른 실패 뒤 최상식이 회사를 떠난 후 이진석 대표 단독으로 꾸며가고 있다.

## 같이 보기
- 스튜디오드래곤